# Tráfico de influência
Tráfico de influência consiste na prática ilegal de uma pessoa se aproveitar da sua posição privilegiada dentro de uma empresa ou entidade, ou das suas conexões com pessoas em posição de autoridade, para obter favores ou benefícios para si própria  ou terceiros, geralmente em troca de favores ou pagamento.
É um dos crimes praticados por particulares (empresários e políticos), principalmente contra a administração pública em geral. Consiste em solicitar, exigir, cobrar ou obter, para si ou para outrem, vantagem ou promessa de vantagem (como se fosse um investimento), a pretexto de influir em ato praticado por funcionário público no exercício da função. 

## No Brasil
A pena prevista para esse crime é de reclusão, de 2 a 5 anos, e multa. A pena é aumentada da metade, se o agente alega ou insinua que a vantagem é também destinada ao funcionário.
Veja Art. 332 do Código Penal.

## Em Portugal
O crime de tráfico de influências foi criado em Portugal em 1995 por proposta do Governo de António Guterres.